# Hermann Boost
Hermann Boost (Berlim, 8 de maio de 1864 — Bad Kissingen, 19 de outubro de 1941) foi um engenheiro alemão.
Está sepultado no Südwestkirchhof Stahnsdorf.

## Obras
- Festschrift für Heinrich Müller-Breslau. Gewidmet nach Vollendung des 60. Lebensjahres. Leipzig 1912.
- Der Beton- und Eisenbetonbau. Abriß über Theorie, Ausführung und Anwendung dieser Bauweisen. Darmstadt 1920.
- Der Eisenbetonbau. Ein Handbuch für Lernende und Lehrende sowie zum Gebrauch für entwerfende und ausführende Architekten und Ingenieure. Darmstadt 1920.
- Zur Rektoratsübergabe. Festrede. In: Die Technische Hochschule (Charlottenburg) 6(1927), Nr.6, p. 81-86.
- Technische Hochschule Berlin-Charlottenburg. In: Michael Doeberl: Das akademische Deutschland. Volume 1, Berlin 1930, p. 461-464.